# Catching Tales
Catching Tales je čtvrté album Jamieho Culluma. Bylo vydáno v září roku 2005 ve Velké Británii a pár týdnů poté i ve Spojených státech amerických.
Cullum na tomto albu experimentuje s různými styly (funky, jazz, pop, …), přezpíval zde i známou jazzovou skladbu I'm Glad There Is You. Prvním singlem z tohoto alba je „Get Your Way“. Poté následoval singl „Photograph“ a „Mind Trick“. Jamie spolupracoval se Stewartem Levinem, Gorrilaz a Danem Nakamurou.

## Seznam skladeb
1. „Get Your Way“ (Allen Toussaint, J. Cullum, Nakamura) - 4:01
2. „London Skies“ (J. Cullum, Guy Chambers) - 3:43
3. „Photograph“ (J. Cullum) - 5:47
4. „I Only Have Eyes for You“ (Al Dubin, Harry Warren) - 3:58
5. „Nothing I Do“ (J. Cullum) - 5:03
6. „Mind Trick“ (J. Cullum, Ben Cullum) - 4:05
7. „21st Century Kid“ (J. Cullum) - 4:00
8. „I'm Glad There Is You“ (Jimmy Dorsey, Paul Mertz) - 4:09
9. „Oh God“ (J. Cullum, Chambers) - 3:38
10. „Catch the Sun“ (Jimi Goodwin, Jez Williams, Andy Williams) - 3:46
11. „7 Days to Change Your Life“ (J. Cullum) - 5:37
12. „Our Day Will Come“ (Mort Garson, Bob Hilliard) - 3:55
13. „Back to the Ground“ (J. Cullum, Ed Harcourt) - 4:37
14. „My Yard“ (J. Cullum, B. Cullum, Teron Beal) - 4:09